# Sorry (bài hát của Madonna)
"Sorry" là một bài hát của ca sĩ người Mỹ Madonna, được sáng tác và sản xuất bởi Madonna và Stuart Price cho album phòng thu thứ 10 của cô Confessions on a Dance Floor (2005). Đây là đĩa đơn thứ hai trích từ album, phát hành ngày 7 tháng 2 năm 2006 bởi Warner Bros. Records. Bài hát sau đó còn xuất hiện trong album tuyệt phẩm Celebration (2009) của nữ ca sĩ. "Sorry" là một bản uptempo dance, được phát triển ngay từ giai đoạn đầu thực hiện album và phải trải qua nhiều lần phối lại trước khi hoàn thiện phiên bản cuối cùng.
Bài hát nhận được những đánh giá tích cực từ giới chuyên môn, trong đó họ gọi nó là một trong những bản nhạc mạnh mẽ nhất từ Confessions on the Dance Floor. Một số nhà phê bình đương đại cũng nhận xét về ảnh hưởng của disco trong bài hát, và so sánh nó với các tác phẩm trước của Madonna. "Sorry" đạt nhiều thành công thương mại, đứng đầu bảng xếp hạng tại Ý, Tây Ban Nha, Rumani và lọt vào top 10 ở nhiều thị trường khác. Tại Vương quốc Anh, nó trở thành đĩa đơn quán quân thứ 12 của Madonna. Tuy nhiên tại Mỹ, bài hát chỉ có thể vươn đến vị trí thứ 58 trên Billboard Hot 100 và nhanh chóng rời khỏi bảng xếp hạng do không đạt được lượng phát sóng cao trên các đài phát thanh, nhưng "Sorry" lại rất thành công bảng xếp hạng nhạc Dance của Billboard và trở thành một trong những bản hit dance thành công nhất thập kỷ.
Video âm nhạc của "Sorry", được đạo diễn bởi biên đạo múa của Madonna Jamie King, là một sự tiếp nối từ video trước "Hung Up", trong đó cô và vũ công của mình lái xe quanh thành phố, nhảy trên những chiếc giày trượt và Madonna thi nhảy với một nhóm đàn ông. Madonna đã trình diễn bài hát trong chuyến lưu diễn Confessions Tour (2006) với sự dàn dựng tương tự trong video. Một video khác cũng được tạo ra cho bản phối lại của ca khúc, trong đó miêu tả các nhà lãnh đạo chính trị và những cảnh chiến tranh và hủy diệt.

## Video ca nhạc
Video clip "Sorry" được đạo diễn bởi nhà biên đạo múa tên là Jamie King, người đã đưa ra ý tưởng cho video "Human Nature", "Don't Tell Me" và đạo diễn các tour diễn Drowned World Tour, Re-Invention Tour và Confessions Tour của Madonna. Nhiều vũ công trong video Hung Up cũng đã xuất hiện trong video này. Nó được quay trong hai ngày 17 và 18 tháng 1 năm 2006 tại Luân Đôn và ra mắt vào ngày 8 tháng 2 năm 2006. Sau 4 ngày ra mắt trên chương trình TRL của MTV, "Sorry" đã dẫn đầu ở vị trí #1.

## Các phiên bản chính thức
- Phiên bản album (Mixed) (4:43)
- Phiên bản album (Unmixed) (4:42) (Download Only)
- Phiên bản đĩa đơn chỉnh sửa (3:58)
- Phiên bản radio (3:37)
- Phiên bản trong Confessions Tour (3:45)
- Pet Shop Boys Maxi-Mix (8:34)
- Pet Shop Boys Max-Mix Edit (4:32) (tải trực tiếp)
- Pet Shop Boys Minimal Dub (5:24) (không phát hành, bị rò rỉ)
- Pet Shop Boys Minimal Mix (6:54) (không phát hành, bị rò rỉ)
- Man With Guitar Remix (7:24)
- Man With Guitar chỉnh sửa giọng (6:02)
- Green Velvet Remix (6:05)
- Green Velvet Remix chỉnh sửa (4:33)(tải trực tiếp)
- Paul Oakenfold Remix (7:12)
- Paul Oakenfold Remix chỉnh sửa (5:06)(tải trực tiếp)

## Danh sách bài hát
| - Đĩa 12" 2 đĩa tại Mỹ 1. "Sorry" (bản album) – 4:42 2. "Sorry" (Man With Guitar Mix) – 7:25 3. "Sorry" (PSB Maxi Mix) – 8:36 4. "Sorry" (Paul Oakenfold Remix) – 7:15 5. "Sorry" (Green Velvet Remix) – 6:06 6. "Let It Will Be" (Paper Faces Remix) – 7:28 - Đĩa CD tại Úc và Bắc Mỹ 1. "Sorry" (bản đĩa đơn chỉnh sửa) – 3:58 2. "Sorry" (Man With Guitar Edit) – 6:04 3. "Sorry" (PSB Maxi-Mix) – 8:36 4. "Sorry" (Paul Oakenfold Remix) – 7:15 5. "Sorry" (Green Velvet Remix) – 6:07 6. "Let It Will Be" (Paper Faces chỉnh sửa giọng) – 5:24 - Đĩa CD tại châu Âu 1. "Sorry" (bản đĩa đơn chỉnh sửa) – 3:58 2. "Sorry" (Man With Guitar Mix) – 7:25 3. "Sorry" (PSB Maxi Mix) – 8:36 4. "Sorry" (Paul Oakenfold Remix) – 7:15 5. "Sorry" (Green Velvet Remix) – 6:06 6. "Let It Will Be" (Paper Faces chỉnh sửa giọng) – 5:24 | - Đĩa CD tại Nhật 1. "Sorry" (bản đĩa đơn chỉnh sửa) – 3:57 2. "Let It Will Be" (Paper Faces Remix) – 7:28 3. "Sorry" (Man With Guitar Mix) – 7:25 - Đĩa 12" tại Vương quốc Anh 1. "Sorry" (bản album) – 4:42 2. "Sorry" (PSB Maxi Mix) – 8:36 3. "Sorry" (Paul Oakenfold Remix) – 7:15 4. "Sorry" (Green Velvet Extended Remix) – 6:07 - Đĩa CD tại Vương quốc Anh #1 1. "Sorry" (bản đĩa đơn chỉnh sửa) – 3:58 2. "Let It Will Be" (Paper Faces chỉnh sửa giọng) – 5:24 - Đĩa CD tại Vương quốc Anh #2 1. "Sorry" (bản radio) – 3:57 2. "Sorry" (Man With Guitar Mix) – 7:25 3. "Sorry" (PSB Maxi Mix) – 8:34 4. "Sorry" (Paul Oakenfold Remix) – 7:12 5. "Sorry" (Green Velvet Remix) – 6:05 - Đĩa CD quảng cáo tại Mỹ/Tải kĩ thuật số 1. "Sorry" (bản radio) – 3:37 |

## Xếp hạng
| Bảng xếp hạng (2006)             | Vị trí cao nhất |
| -------------------------------- | --------------- |
| Australian Singles Chart         | 4               |
| Austrian Singles Chart           | 8               |
| Belgian Singles Chart (Flanders) | 8               |
| Belgian Singles Chart (Wallonia) | 4               |
| Canadian Singles Chart           | 2               |
| Czech Airplay Chart              | 2               |
| Danish Singles Chart             | 3               |
| Dutch Top 40                     | 2               |
| Eurochart Hot 100 Singles        | 1               |
| Finnish Singles Chart            | 3               |
| French Singles Chart             | 5               |
| German Singles Chart             | 5               |
| Hungarian Singles Chart          | 1               |
| Irish Singles Chart              | 5               |
| Italian Singles Chart            | 1               |
| New Zealand Singles Chart        | 12              |
| Norwegian Singles Chart          | 2               |
| Slovak Airplay Chart             | 66              |
| Scotland (OCC)                   | 1               |
| Spanish Singles Chart            | 1               |
| Swedish Singles Chart            | 7               |
| Swiss Singles Chart              | 4               |
| UK Singles Chart                 | 1               |
| U.S. Billboard Hot 100           | 58              |
| U.S. Adult Pop Songs             | 36              |
| U.S. Hot Dance Club Play         | 1               |
| U.S. Pop 100                     | 47              |
| U.S. Latin Pop Songs             | 33              |

| Bảng xếp hạng (2006)             | Vị trí |
| -------------------------------- | ------ |
| Australia ARIA Singles Chart     | 78     |
| Austrian Singles Chart           | 60     |
| Belgian Singles Chart (Flanders) | 47     |
| Belgian Singles Chart (Wallonia) | 38     |
| French Singles Chart             | 47     |
| German Singles Chart             | 78     |
| Hungary (Rádiós Top 40)          | 5      |
| Italian Singles Chart            | 8      |
| Swedish Singles Chart            | 80     |
| Swiss Singles Chart              | 33     |
| UK Singles Chart                 | 44     |

| Bảng xếp hạng (2000–09) | Vị trí |
| ----------------------- | ------ |
| US Hot Dance/Club Play  | 19     |

| Quốc gia       | Chứng nhận |
| -------------- | ---------- |
| Canada         | Vàng       |
| Vương quốc Anh | Bạc        |